# جهاز الأمن الداخلي الليبي
جِهَازُ الأَمْنِ الدّاخِلي هو أحد المؤسسات الأمنية الرسمية الليبية، تم حله بموجب القرار رقم 17 بتاريخ 2011 اثناء ثورة 17 فبراير من قبل المجلس الوطني الانتقالي، بالتزامن مع حل جهازي الأمن الداخلي والخارجي، في 2013 تم صدور القرار رقم 325 لسنة 2013 بإنشاء جهاز المباحث العامة «الإسم السابق لجهاز الأمن الداخلي». وفي عام 2018 أصدر رئيس الحكومة الليبية المؤقتة عبد الله الثني قرار رقم 291 لسنة 2018 بأعادة تسمية جهاز المباحث العامة الى جهاز الأمن الداخلي.

## اختصاصات الجهاز
- إعداد الخطط الأمنية والاستراتيجية والدراسات الخاصة بالجريمة الماسة بأمن وسلامة الدولة الليبية والأنشطة الهدامة والظواهر الاجرامية التي تشكل خطر أو تهديداً على امن وسلامة المجتمع وتحديد دوافعها واسبابها وأبعادها وطرق مكافحتها واقتراح الوسائل الكفيلة للوقاية منها.
- رصد ومتابعة النشاطات الإرهابية التي تقوم بها الدول والمنظمات والمجموعات والكيانات والافراد التي تستهدف الهوية الوطنية أو القيم الإسلامية للمجتمع الليبي أو بنيته الأساسية (السياسية أو الاجتماعية أو الاقتصادية) ووضع الخطط الازمة للوقاية منها ومكافحتها.
- المشاركة في المحافظة على الأمن والسلم الأهلي وذلك بتوفير الحماية للمواطن في حالة نشوب ما يهدد الأمن والاستقرار.

النقاط السابقة جزء من اختصاصات الجهاز ومن خلالها فأن الجرائم التي تقع ضمن اختصاصه هي مكافحة جرائم غسيل الأموال وجرائم تهديد الثروات الوطنية للدولة لتجفيف منابع تمويل الإرهاب ورصد ومتابعة وضبط الوقائع التي تمس الاقتصاد الوطني والأموال العامة وجمع المعلومات عن كل النشاطات المشبوهة والمعادية لأمن الدولة الداخلي وتحليلها وتقييمها واستخلاص مؤشراتها وتحديد التدابير الازمة للوقاية منها ومعالجة اثارها.

## رؤساء الجهاز
- لطفي الحراري، تم تعيينه من قبل رئيس حكومة الوفاق الوطني فائز السراج بموجب القرار رقم 596 لسنة 2020.[6]
- مصطفى الوحيشي (13 مايو 2025 - الآن)[1]

## وصلات خارجية
- الموقع الرسمي